# Светогорск
Светогорск (на руски: Светогорск; на фински: Enso) е град в Русия, разположен във Виборгски район, Ленинградска област. Населението на града към 1 януари 2018 година е 15 546 души.